# Acocksacris karruensis
Acocksacris karruensis är en insektsart som beskrevs av Vitaly Michailovitsh Dirsh 1958. Acocksacris karruensis ingår i släktet Acocksacris och familjen gräshoppor. Inga underarter finns listade i Catalogue of Life.